# 미시즈 글로브

## 대회 소개
미시즈 글로브(Mrs. Globe)는 미시즈 부문 세계 1위의 독보적인 월드대회로, Dr. Tracy Kemble이 설립자로 1996년 1회 대회가 시작된 기혼자 및 결혼경험이 있는 자들의 미인대회로 멕시코, 그리스, 라트비아, 미국, 미국 버진 아일랜드, 슬로바키아, 중국 등에서 문화관광 행사로 개최되었다.
Win foundation이라는 재단을 통해 미시즈 글로브에 출전하였던 후보자들과 함께, 여성의 지위 향상, 자선 활동, 기금 모금 등을 하고 있다.
대회는 45세 미만의 미시즈 글로브와, 45세 이상의 미시즈 글로브 클래식 선발대회가 각각 별도로 진행된다.
2020년 제1회 미시즈 코리아 선발대회에서 한국대표를 선발하여 미시즈 글로브와 미시즈 글로브 클래식에 출전 시킨다.
미시즈 글로브 한국 대표로는 2016년 전하나씨가 출전하였고, 2018년 이지혜씨가 출전하였으며, 2019년에는 세종대왕 소헌왕후 선발대회에서 소헌왕후 송아리부문 선을 차지한 한지영씨가 중국 선전에 출전하여 Optimist Of The Year 특별상을 수상하였다.

## 같이 보기
- 미시즈 코리아
- 미시즈 글로브 클래식
- 세종대왕 소헌왕후 선발대회